# Indagine sul calcio
Indagine sul calcio è un libro di Oliviero Beha e Andrea Di Caro, pubblicato nel 2006 da BUR Biblioteca Univ. Rizzoli.
Tratta degli scandali calcistici susseguitisi tra il Mondiale del 1982 e quello del 2006.

## Edizioni
- Oliviero Beha, Andrea Di Caro, Indagine sul calcio, Milano, BUR Biblioteca Univ. Rizzoli, 2006, ISBN 88-17-01063-4.